# Karel I. Monacký
Karel I. Monacký (úmrtí 15. srpna 1357, Monako) byl pán Monaka a zakladatel dynastie Grimaldiů.

## Život
Byl nejstarším synem Rainiera I. a jeho první manželky Salvaticy z Carretta. Dne 10. dubna 1301 ovládla Monackou skálu janovská vojska a Karel byl nucen odejít do exilu.
Monackou skálu znovu ovládl po třiceti letech dne 12. září 1331. Po jeho smrti připadla skála znovu Janovanům.
Roku 1346 se stal pánem z Mentonu a roku 1355 pánem z Roquebrune.
Dne 29. června 1352 se rozhodl pro spoluvládu se svým strýcem Antonínem a jeho syny Rainierem II. a Gabrielem.
Oženil se s Lucchinou Spinola, s dcerou Girarda Spinoly, pána z Dertonne. Spolu měli 8 dětí:
- Ludvík; jeho nástupce
- Rainier II.
- Francesco
- Gabriel
- Karel, pán z Mentone
- Lancelot
- Ruffo
- Anastasia

Zemřel 15. srpna 1357 v Monaku.